# قطن ريموندي
قطن ريموندي (الاسم العلمي: Gossypium raimondii)، هو نوع من نبات القطن المتوطن في شمال بيرو. رُتب تسلسل الجينوم الخاص به من أجل تحسين الإنتاجية وجودة الألياف لأنواع أخرى من القطن